# Auckland
Auckland (en maori: Tāmaki Makaurau o Ākarana) és una ciutat de l'illa del Nord de Nova Zelanda, la més gran del país pel que fa a població. Abans de gran fusió administrativa de l'any 2010, la zona metropolitana era composta de quatre ciutats independents:Auckland City, Waitakere, North Shore i Manukau. La nova entitat té més d'1,3 milions d'habitants.
Està situada entre el golf d'Hauraki a l'est (obert al Pacífic), els turons d'Hunua Ranges al sud-est, el port de Manukau al sud-oest (obert al mar de Tasmània) i la carena de Waitakere a l'oest i al nord-oest. La part central de la connurbació ocupa l'estret istme entre els ports de Manukau i Waitemata.

## Història

### Maoris i europeus
L'istme va ser descobert i colonitzat pels maoris vora de l'any 1350 i va ser apreciat per la terra rica i fèrtil. Moltes pa (viles fortificades) van ser creades, principalment als pics volcànics. La població de maoris per l'àrea s'estimava a unes 20.000 persones abans de l'arribada dels europeus. La subseqüent introducció d'armes de foc, que començà a Northland, va desbalançar el poder i va acabar en petites guerres intertribals, causant que diverses iwis que no tenien les noves armes en àrees en què s'esperava més pau fora d'on usualment vivien. Com a resultat, la regió tenia un relativament petit nombre de maoris quan els europeus començaren a colonitzar Nova Zelanda. Tot i així, res suggereix que aquest fos el resultat d'un plan malèvol per part dels europeus. El 27 de gener de 1832, Joseph Brooks Weller, el més gran dels germans Weller, comprà el terreny que compren el territori on se situa avui en dia Auckland.
Després que fos acordat el Tractat de Waitangi el febrer de 1840, el nou Governador de Nova Zelanda, William Hobson, escollí l'àrea com a la seva nova capital, i l'anomenà en honor de George Eden, Earl d'Auckland, i aleshores Governador General de l'Índia. L'àrea en què Auckland fou establerta va ser regalada al Governador per l'iwi local maori Ngāti Whātua, com a senyal de pau i amb esperança que la construcció d'una ciutat atrauria oportunitats comercials i polítiques pels Ngāti Whātua. Auckland va ser declarada oficialment com a capital el 1841, i la transferència de la capital cap al poble d'Okiato al nord d'Auckland va ser completada el 1842. Però, tot i el 1840 Port Nicholson (ara conegut com a Wellington) era vist com a millor opció per a una capital administrativa degut a la seva proximitat a l'illa del Sud i Wellington esdevingué la capital el 1865. Auckland fou la principal ciutat de la província d'Auckland fins que el sistema administratiu provincial fou abolit el 1876.

### Creixement i desenvolupament de la ciutat

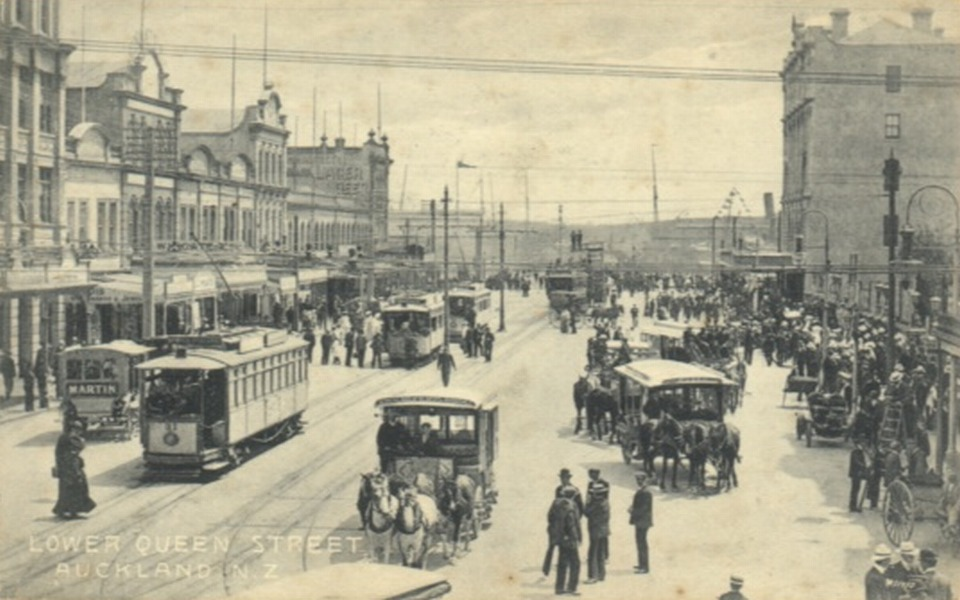
La part baixa del carrer Queen Street el 1919

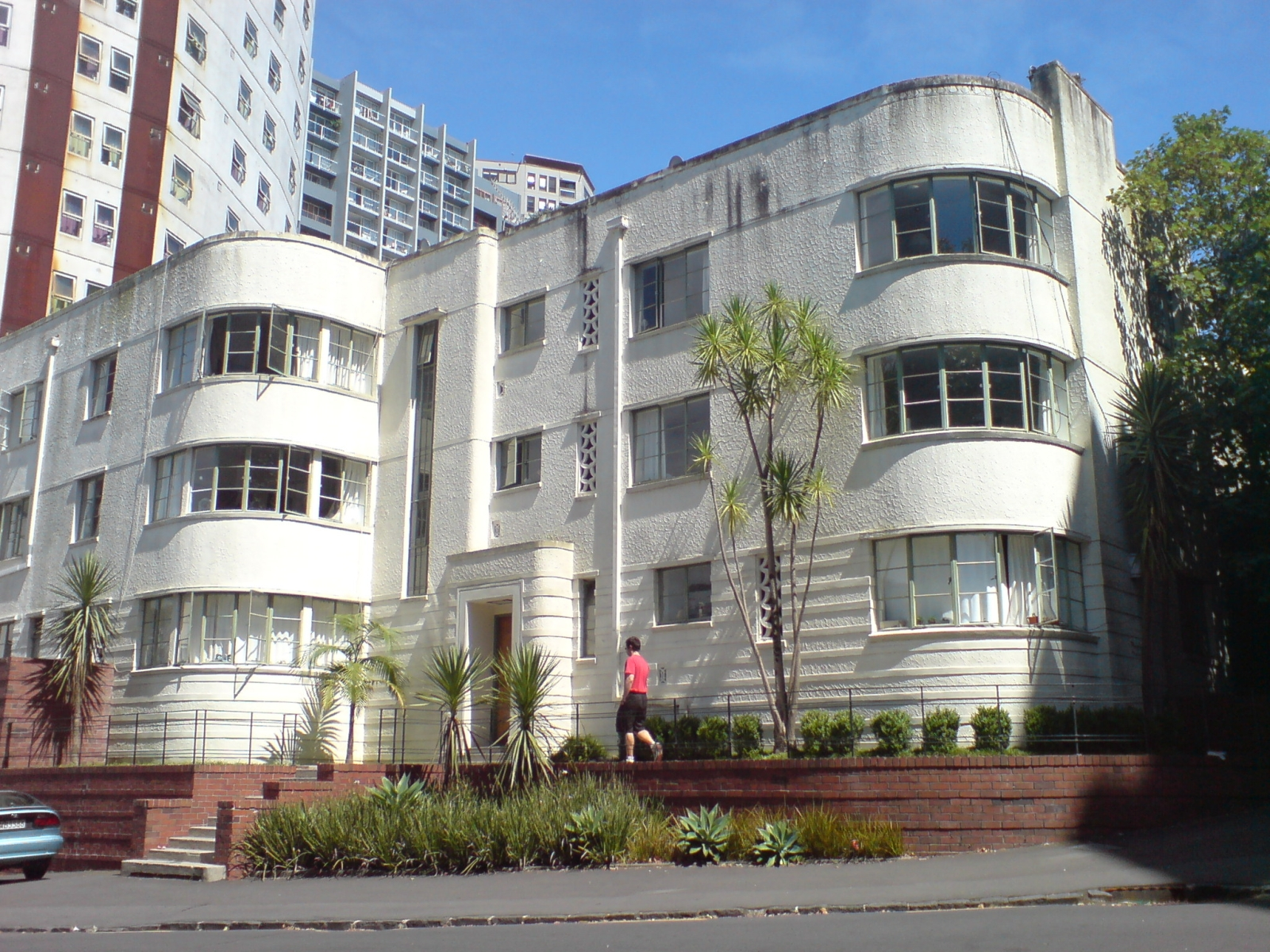
Apartaments art déco al carrer Symonds Street

En resposta a la contínua rebel·lió per part de Hone Heke en la dècada de 1840 el govern incentivà a soldats britànics retirats que amb les seves famílies immigressin a Auckland per a formar una línia defensiva al voltant de la colònia del port. Els primers colonitzadors foren catòlics i el 1841 van establir el Saint Peter's College, el primer col·legi d'Auckland de qualsevol tipus que començà a donar classes el 27 de setembre de 1841. Quan els primers soldats britànics retirats arribaren a la ciutat el 1848, el rebels al nord van ser vençuts, així que aquests pobles defensors van ser construïts al sud formant una línia d'Onehunga a l'oest fins a Howick a l'est. Cadascun de les quatre fortificacions tenien uns 800 colonitzadors, els homes essent a totes hores armats en cas d'emergència, però la majoria del temps es ficaren a construir carreteres i unir pobles. A principis de la dècada de 1860, Auckland va esdevenir una base contra la ideologia i moviment de Kīngitanga. Això, i la construcció de més i més carreteres cap a Waikato permeté la continuació de la influència dels Pākehā (neozelandesos europeus) fora d'Auckland. La població creixé ràpidament, de 1.500 el 1841 a 12.423 el 1864. El creixement ocorregué similarment a altres ciutats dominades econòmicament pel comerç. El creixement a Auckland particularment es veié a l'àrea del port on la densitat poblacional incrementava cada cop més. Auckland tenia una vasta població de soldats llicenciats, molts dels quals eren irlandesos; un 50% de la població originava d'Irlanda, el qual contrastava fortament amb altres ciutats com Wellington, Christchurch i New Plymouth on les poblacions majoritàries eren els anglesos. La majoria dels irlandesos, però, provenien de famílies protestants i no pas catòliques.
Tramvies i ferrocarrils ajudaren a Auckland a expandir ràpidament en la primera meitat del segle xx, però aviat la dominància del vehicle motoritzat emergiria; avui en dia aquest impacte és present encara, les autovies dominen el paisatge en diverses seccions de la ciutat. Permeteren a més expandir massivament fins a crear noves àrees urbanes com ara North Shore, especialment després de la construcció del Pont del Port d'Auckland (Auckland Harbour Bridge), i Manukau al sud. Segons el cens del 1961, els maoris i oceànics formaven el 5% de la població de la ciutat; els asiàtics menys de l'1%.
Un gran percentatge d'Auckland és dominada per un estil suburbà d'edificis, donant a la ciutat una densitat poblacional relativament petita. Però, degut a una història de gran creixement poblacional i la localització en un istme, Auckland té de les més grans densitats de població d'Oceania.

## Religió
Similar a la resta del país, més de la meitat dels residents d'Auckland són cristians, però menys del 10% regularment van a l'església i un 40% dels residents de la ciutat no són religiosos segons el cens del 2001. Les denominacions principals són els catòlics, els anglicans i els presbiterians. Les Esglésies Pentacosta i Carismàtica són les que més ràpid creixen. Una petita comunitat de cristians coptes ortodoxos també hi és present.
Immigració recent asiàtica ha afegit a la diversitat religiosa de la ciutat; i un 10% de la població segueix religions com ara el budisme, l'hinduisme, l'islam i el sikhisme, encara que no hi ha xifres sobre l'atendència religiosa d'aquestes. Hi ha, a més, una petita comunitat de jueus.

## Clima

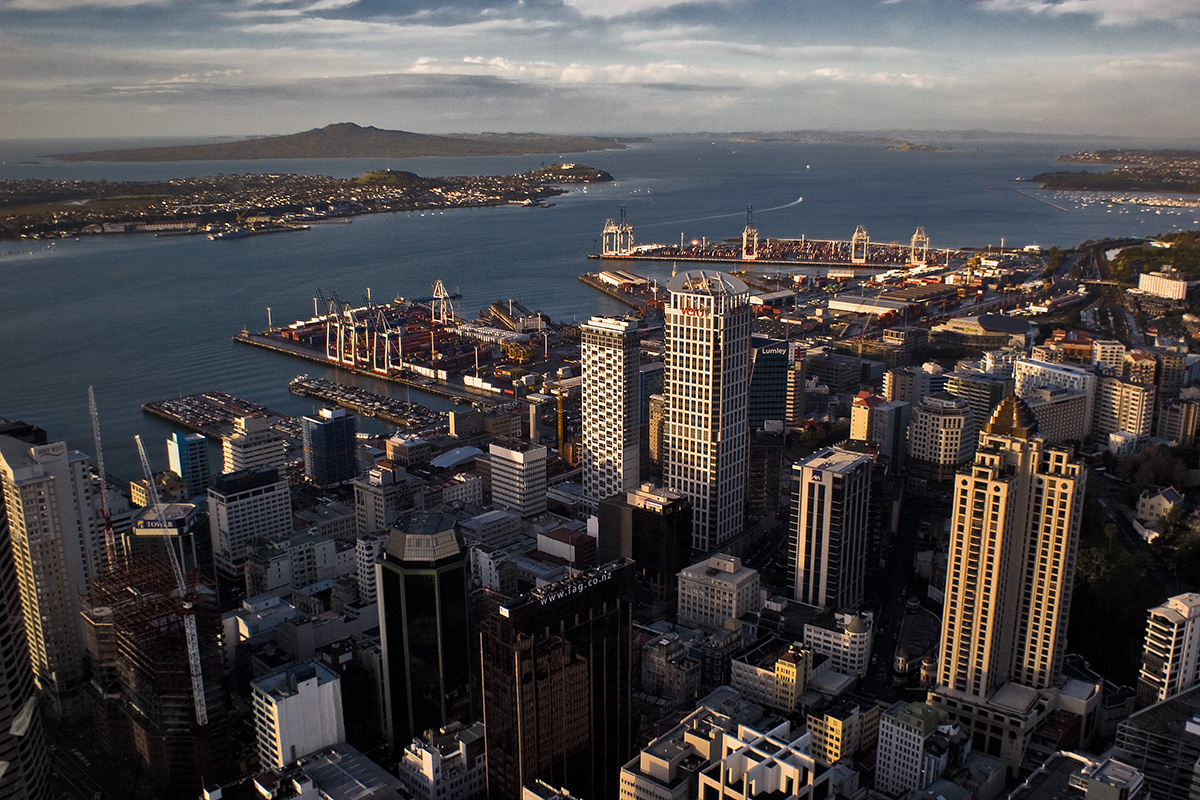
Vista del CBD d'Auckland

Auckland té un clima entre tropical temperat, amb estius humid i calorosos, i amb hiverns molt humids. Segons la classificació climàtica de Köppen té un clima atlàntic. És la ciutat més calorosa de Nova Zelanda i una de les que més sol reben, amb una mitjana de 2.060 hores de sol anuals. La temperatura màxima diària és de 23,7 °C el febrer i 14,5 °C el juliol. El màxim de temperatura registrada fou 34,4 °C, mentre que el mínim fou −0,6 °C. Quasi al llarg de l'any es registren alts nivells de precipitació, amb una mitjana de 1.240 mm al llarg de 137 «dies plujosos». Les condicions climàtiques varien en diferents parts de la ciutat degut a la geografia i topologia d'Auckland. No hi solen haver nevades a Auckland; tan sols s'han registrat nevades el 27 de juliol de 1939 i el 15 d'agost de 2011, però sense acumulació de neu.
| Dades climàtiques a Auckland (1981–2010)   | Dades climàtiques a Auckland (1981–2010) | Dades climàtiques a Auckland (1981–2010) | Dades climàtiques a Auckland (1981–2010) | Dades climàtiques a Auckland (1981–2010) | Dades climàtiques a Auckland (1981–2010) | Dades climàtiques a Auckland (1981–2010) | Dades climàtiques a Auckland (1981–2010) | Dades climàtiques a Auckland (1981–2010) | Dades climàtiques a Auckland (1981–2010) | Dades climàtiques a Auckland (1981–2010) | Dades climàtiques a Auckland (1981–2010) | Dades climàtiques a Auckland (1981–2010) | Dades climàtiques a Auckland (1981–2010) |
| Mes                                        | gen                                      | febr                                     | març                                     | abr                                      | maig                                     | juny                                     | jul                                      | ag                                       | set                                      | oct                                      | nov                                      | des                                      | anual                                    |
| ------------------------------------------ | ---------------------------------------- | ---------------------------------------- | ---------------------------------------- | ---------------------------------------- | ---------------------------------------- | ---------------------------------------- | ---------------------------------------- | ---------------------------------------- | ---------------------------------------- | ---------------------------------------- | ---------------------------------------- | ---------------------------------------- | ---------------------------------------- |
| Màxima mitjana °C (°F)                     | 23.1 (73.6)                              | 23.7 (74.7)                              | 22.4 (72.3)                              | 20.1 (68.2)                              | 17.7 (63.9)                              | 15.5 (59.9)                              | 14.7 (58.5)                              | 15.1 (59.2)                              | 16.5 (61.7)                              | 17.8 (64)                                | 19.5 (67.1)                              | 21.6 (70.9)                              | 19.0 (66.2)                              |
| Mitjana diària °C (°F)                     | 19.1 (66.4)                              | 19.7 (67.5)                              | 18.4 (65.1)                              | 16.1 (61)                                | 14.0 (57.2)                              | 11.8 (53.2)                              | 10.9 (51.6)                              | 11.3 (52.3)                              | 12.7 (54.9)                              | 14.2 (57.6)                              | 15.7 (60.3)                              | 17.8 (64)                                | 15.1 (59.2)                              |
| Mínima mitjana °C (°F)                     | 15.2 (59.4)                              | 15.8 (60.4)                              | 14.4 (57.9)                              | 12.1 (53.8)                              | 10.3 (50.5)                              | 8.1 (46.6)                               | 7.1 (44.8)                               | 7.5 (45.5)                               | 8.9 (48)                                 | 10.4 (50.7)                              | 12.0 (53.6)                              | 14.0 (57.2)                              | 11.3 (52.3)                              |
| Precipitació mitjana mm (polzades)         | 73.3 (2.886)                             | 66.1 (2.602)                             | 87.3 (3.437)                             | 99.4 (3.913)                             | 112.6 (4.433)                            | 126.4 (4.976)                            | 145.1 (5.713)                            | 118.4 (4.661)                            | 105.1 (4.138)                            | 100.2 (3.945)                            | 85.8 (3.378)                             | 92.8 (3.654)                             | 1.212,4 (47,732)                         |
| Mitjana de dies de precipitació (≥ 1.0 mm) | 8.0                                      | 7.1                                      | 8.4                                      | 10.6                                     | 12.0                                     | 14.8                                     | 16.0                                     | 14.9                                     | 12.8                                     | 12.0                                     | 10.3                                     | 9.3                                      | 136.1                                    |
| Humitat relativa mitjana (%)               | 79.3                                     | 79.8                                     | 80.3                                     | 83.0                                     | 85.8                                     | 89.8                                     | 88.9                                     | 86.2                                     | 81.3                                     | 78.5                                     | 77.2                                     | 77.6                                     | 82.3                                     |
| Mitjana mensual d'hores de sol             | 228.8                                    | 194.9                                    | 189.2                                    | 157.3                                    | 139.8                                    | 110.3                                    | 128.1                                    | 142.9                                    | 148.6                                    | 178.1                                    | 188.1                                    | 197.2                                    | 2.003,1                                  |
| Font: NIWA Science climate data            |                                          |                                          |                                          |                                          |                                          |                                          |                                          |                                          |                                          |                                          |                                          |                                          |                                          |

## Política

### Local

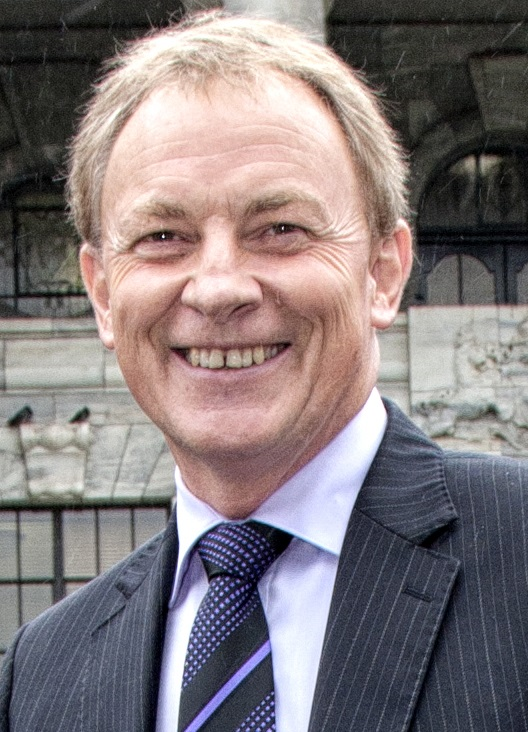
Phil Goff, batlle d'Auckland des de 2016

L'Auckland Council és el consell municipal encarregat de dirigir els afers locals. També hi formen part les àrees rurals del voltant i les illes del Golf de Hauraki.
Del 1989 al 2010 la zona era governada per una pletora de consells municipals i consells i locals. Des de l'inici del segle, el govern central de Nova Zelanda i parts de la societat d'Auckland sentien que aquell gran nombre de governs i les poques competències del consell regional (Auckland Regional Council), era un fre al desenvolupament i el progrés de la ciutat. El 2007 es creà la Royal Commission on Auckland Governance (Comissió Reial sobre la Governació d'Auckland) i el 2009 va proposar la creació d'un govern local unificat per la fusió de tots els consells. El govern nacional subseqüentment anuncià que es crearia una «superciutat» amb per a les eleccions locals de 2010, amb vint consellers i un únic batlle per a tota la zona.
Len Brown, l'anterior batlle de Manukau van guanyar les eleccions locals del 9 d'octubre de 2010 amb el 49% del vot. Brown va ser l'alcalde de la nova entitat fins al 2016, quan no va tornar a presentar-se. Va ser succeït a l'alcaldia per Phil Goff.

### Nacional

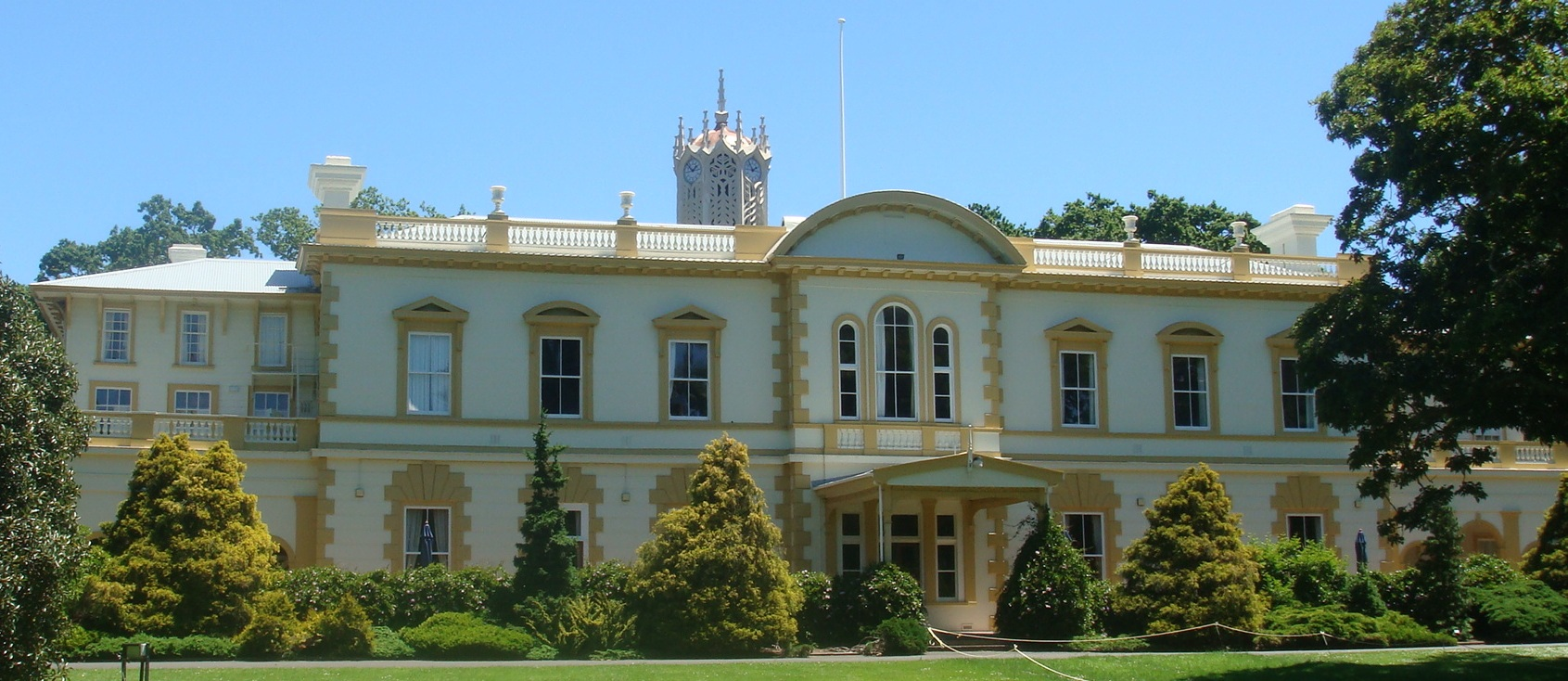
Entre el 1842-1865 el parlament neozelandès es reunia a l'Old Government House, ara localitzat al campus de la Universitat d'Auckland

Degut a la gran població d'Auckland, aquesta ciutat és representada per 21 circumscripcions electorals generals i 3 circumscripcions electorals maoris a la Cambra de Representants de Nova Zelanda a Wellington. En addició, hi ha un total de dotze polítics de llista perquè Nova Zelanda utilitza el sistema electoral de representació proporcional mixta.
| Circumscripció          | Diputat                | Partit    |
| ----------------------- | ---------------------- | --------- |
| Auckland Central        | Nikki Kaye             | Nacional  |
| Botany                  | Jami-Lee Ross          | Nacional  |
| East Coast Bays         | Murray McCully         | Nacional  |
| Epsom                   | John Banks             | ACT       |
| Helensville             | John Key               | Nacional  |
| Hunua                   | Paul Hutchison         | Nacional  |
| Māngere                 | Su'a William Sio       | Laborista |
| Manukau East            | Ross Robertson         | Laborista |
| Manurewa                | Louisa Wall            | Laborista |
| Maungakiekie            | Sam Lotu-Iiga          | Nacional  |
| Mount Albert            | David Shearer          | Laborista |
| Mount Roskill           | Phil Goff              | Laborista |
| New Lynn                | David Cunliffe         | Laborista |
| North Shore             | Maggie Barry           | Nacional  |
| Northcote               | Jonathan Coleman       | Nacional  |
| Pakuranga               | Maurice Williamson     | Nacional  |
| Papakura                | Judith Collins         | Nacional  |
| Rodney                  | Mark Mitchell          | Nacional  |
| Tāmaki                  | Simon O'Connor         | Nacional  |
| Te Atatū                | Phil Twyford           | Laborista |
| Waitakere               | Paula Bennett          | Nacional  |
| Hauraki-Waikato (maori) | Nanaia Mahuta          | Laborista |
| Tāmaki Makaurau (maori) | Pita Sharples          | Maori     |
| Te Tai Tokerau (maori)  | Hone Harawira          | Mana      |
| (Llista)                | Jacinda Ardern         | Laborista |
| (llista)                | Kanwaljit Singh Bakshi | Nacional  |
| (llista)                | Cam Calder             | Nacional  |
| (llista)                | David Clendon          | Verd      |
| (llista)                | Julie Anne Genter      | Verd      |
| (llista)                | Tau Henare             | Nacional  |
| (llista)                | Paul Goldsmith         | Nacional  |
| (llista)                | Tim Groser             | Nacional  |
| (llista)                | Melissa Lee            | Nacional  |
| (llista)                | David Parker           | Laborista |
| (llista)                | Denise Roche           | Verd      |
| (llista)                | Andrew Williams        | NZ Primer |

### Altres
Les oficines administratives del govern de les illes Pitcairn se situen a Auckland.

## Fills famosos
- Manu Bennett (1982), actor de cinema i televisió.
- Lorde, cantautora
- Lucette Aldous (1938), ballarina.
- Bruce McLaren (1937 - 1970) enginyer i pilot de cotxes de carreres